# Sin City
Sin City, també coneguda com a Frank Miller's Sin City, és una pel·lícula de thriller i policíaca americana del 2005, produïda i dirigida per Frank Miller i Robert Rodriguez. És un neo-noir basat en la sèrie de novel·les gràfiques de Miller del mateix nom.
La pel·lícula es basa principalment en tres de les obres de Miller. The Hard Goodbye: Sobre un home que s'embarca en una orgia brutal a la recerca de l'assassí del seu antic amor. El protagonista evita matar a ningú, ni tan sols a la policia, que s'interposa en el seu camí per trobar i matar l'assassí; The Big Fat Kill: Es centra en una guerra de carrer entre un grup de prostitutes i un grup de mercenaris, la policia i la màfia; i That Yellow Bastard: Segueix a un oficial de policia que protegeix l'envelliment d'una dona jove grotescament desfigurada per un assassí en sèrie. La pel·lícula és protagonitzada per un repartiment coral incloent Jessica Alba, Rosario Dawson, Benicio del Toro, Carla Gugino, Rutger Hauer, Jaime King, Michael Madsen, Brittany Murphy, Clive Owen, Mickey Rourke, Nick Stahl, Bruce Willis i Elijah Wood, entre d'altres.
Sin City ha obtingut un ampli èxit comercial i de crítica, amb un recull de reconeixements particulars pel tractament de la pel·lícula amb color únic, que representa la major part de la pel·lícula en colors blanc i negre, però retingut o afegit per als objectes seleccionats. La pel·lícula va ser projectada al Festival de cinema de Cannes del 2005 durant la competició i va guanyar el Gran Premi Tècnic per la seva "forma visual".
La pel·lícula ha estat subtitulada al català per la plataforma de streaming Movistar +.

## Argument

### Pròleg:El client sempre té la raó
Curt que serveix com a opening de la pel·lícula. Es veu com un tipus (Josh Hartnett) sedueix a una dona de vermell (Marley Shelton), prenent en compte que ella tenia un fosc passat. El tipus va aprofitar això per enamorar-la i després matar-la.
Al final el subjecte diu "Mai sabré de què estava fugint. Cobraré el xec al matí."

### Primera història:Aquest bastard groc1/2
El títol original en anglès, "That yellow bastard", és un joc de paraules que dona a entendre que el bastard és covard i literalment, de color groc.
Hartigan (Bruce Willis), un policia proper a retirar-se, i el seu company investiguen una sèrie d'assassinats i el segrest d'una nena d'11 anys anomenada Nancy Callahan (Makenzie Vega de nena, Jessica Alba d'adulta) perpetrat pel fill del senador Roark (Nick Stahl). Hartigan el segueix fins a un moll frustrant la violació i mort de la nena i ferint-lo brutalment amb la seva arma de foc en una orella, una mà i els seus genitals. A gratcient que el fill del senador és un vil assassí despietat i que Hartigan no el podrà empresonar per les influències polítiques del pare d'aquest, però sí tancar a la presó al policia pel que li va fer; Hartigan decideix matar-ho una vegada i per totes però el seu company Bob (Michael Madsen) intervé i fereix brutalment per l'esquena a Hartigan frustrant la seva escomesa i tancant a la presó al policia justicier però salvant la nena.

### Segona història:El dur adéu
Marv (Mickey Rourke), un perillós rufià en llibertat condicional, fornica amb una prostituta anomenada Goldie (Jaime King). Quan es desperta, s'adona que ha estat assassinada. Instants després, les sirenes policials l'alarmen. Comprèn que li han posat un parany, ja que ningú podia àdhuc saber que s'havia comès un homicidi en el lloc.
Escapa d'allí de forma brutal, anant a la recerca del seu agent de llibertat condicional, Lucille (Carla Gugino), una sensual lesbiana que li proporciona la medicina que requereix per controlar-se.
Decideix anar a la recerca de qui ha perpetrat l'assassinat, i que a més busca inculpar-lo a ell. De confessió en confessió i assassinats, localitza a l'assassí, Kevin (Elijah Wood), un pertorbat jove que ha trobat la seva salvació alimentant-se dels cossos de belles dones. Marv no pot amb ell, i és capturat, trobant allí a la seva amiga Lucille, qui havia estat torturada mentre Kevin li menjava una de les seves mans.
Marv aconsegueix que tots dos surtin del seu calabós, però són interceptats per policies armats. Lucille s'identifica com a oficial, però és brutalment assassinada per una gran quantitat de bales que travessen el seu cos.
Finalment, Marv es lliura d'ells i mata al cap d'ells, arribant fins al Barri Vell, lloc on les prostitutes són la seva pròpia llei. Allí és on troba a Wendy, bessona de Goldie, que l'havia estat perseguint, creient que era l'assassí de la seva germana.
Coneixent la història real, Wendy i Marv tornen a la Granja, a buscar a Kevin. Wendy vol participar, però ell no li permet, sabent del perill que corrien.
Finalment, després de lluites i tortures cruels, Marv acaba amb la vida de Kevin, a qui li talla el cap, i el porta fins al Cardenal Roark (Rutger Hauer), l'home més poderós de Sin City, mentor de Kevin.
Fastiguejat de tot, Marv acaba amb la vida del Cardenal (després de torturar-ho), la policia entra a l'habitació, i disparen sobre Marv una gran quantitat de bales, les quals són després extretes en un procés quirúrgic per cirurgians. Es recupera en un hospital, la policia li copeja sense interrogar-ho i amenacen a Marv amb matar a la seva mare si no signa la confessió. És acusat de diversos crims, moltes comeses per Kevin i Roark, i condemnat a la cadira elèctrica.
Sobreviu a la primera descàrrega, però la segona acaba amb la seva tortuosa vida.

### Tercera història:La gran massacre
Jackie Boy (Benicio Del Toro) i els seus amics van a molestar a Shellie (Brittany Murphy) a la seva casa, i Dwight (Clive Owen), el nuvi de Shellie, els fa anar-se. Però, preocupat que abusessin d'alguna altra dona, els segueix amb el seu acte. Acaben al Barri Vell, on Becky (Alexis Bledel), prostituta jove, es nega a servir-li de favors sexuals, i l'amenacen amb una Colt 1911 .45. La ninja Miho, que observava des de les teulades, li tira una estrella i li talla la mà a Jackie Boy en la qual portava el Colt i mata als seus amics en l'acte. I a més aconsegueix tapar l'arma quan Jackie Boy ho recupera, i quan ell dispara la part superior lliscable que amartella o recarrega l'arma surt acomiadat per enrere i se li clava en el front, Miho l'assassina semidecapitant-lo amb l'espasa. Després d'assassinar als passatgers, Dwight i les noies revisen els cossos però en revisar el seu billetera, Dwight troba alguna cosa pertorbador: Jackie Boy és el tinent detectiu Jack Rafferty, un oficial de policia condecorat amb el títol d'heroi. Si la seva mort se sabés, el Barri Vell, fins llavors una zona tancada on la policia no entra i les prostitutes exerceixen la seva pròpia llei, perdria els seus privilegis i hi hauria bastants arrests, fins i tot morts, fins a aclarir el crim. A més, la màfia controlaria el negoci de les prostitutes.
Per evitar això, Dwight es porta els cadàvers en un acte per tirar-los en els Pous de Brea, on ningú els buscaria mai. Però Becky traeix a les altres i avisa a la màfia i Dwight és atacat, el cap de Jackie Boy és recuperada i Gail (Rosario Dawson) (la líder de les prostitutes, amant de Dwight) capturada. Miho i Dallas rescaten a Dwight que s'enfonsava en els pous, i després intercepten al cotxe dels mafiosos i tornen a recuperar el cap. Dwight fa un tracte amb el seu líder Manute i els altres mafiosos: el cap per Gail. Una vegada que Gail està fora de perill Dwight lliura el cap de Jackie Boy a Manute, però aquest cap conté diversos explosius que Dwight havia confiscat a un dels mafiosos que li havien atacat anteriorment. Dwight activa els explosius portant-se aconsegueixo les últimes restes de Jackie Boy i, per tant, les proves incriminatòries contra les prostitutes d'Old Town, l'explosió marcaria l'entrada de les altres prostitutes que, prostrades al principi en les teulades, acabarien amb tots els mafiosos per així evitar que l'assassinat de Jack Rafferty (Jackie Boy) sortís a la llum.

### Quarta història:Aquest bastard groc2/2
Hartigan, el policia de la primera història sobreviu igual que l'assassí (el fill del senador Roark) i són hospitalitzats, i el senador s'encarrega que Hartigan es recuperi perquè passi la resta de la seva vida a la presó, ja que aconsegueix manipular als jutges perquè es culpi a Hartigan i no al seu fill de l'intent de violació.
Nancy Callahan (Jessica Alba) li escriu cada setmana a la presó, sota el pseudònim de Cordelia, fins que un dia, 8 anys després, deixa de fer-ho. I finalment arriba un sobre amb un dit, senyal que està en perill. Hartigan "confessa" el seu crim, la sentència és ferma, i pels anys ja compliments se'l considera complerta la pena i és deixat en llibertat.
Hartigan rastreja a Nancy fins a trobar-la com ballarina eròtica en un bar. Allí està també l'irrecognoscible fill del senador, i Hartigan s'adona del seu error: Nancy mai va estar en perill ni va deixar d'escriure-li, li van fer creure que estava en perill per poder descobrir qui era la que li escrivia usant pseudònims i torturar a Hartigan matant-la. Va intentar sortir immediatament, però Nancy ho va reconèixer i va deixar immediatament de ballar i va saltar cap a ell.
Escapen en acte, paren en un motel, i el fill de Roark (qui té la pell groga, a causa dels tractaments realitzats per recuperar els seus testicles perduts en la primera trobada) els sorprèn. Deixa a Hartigan penjat perquè es pengi, i es porta a Nancy per acabar l'iniciat fa vuit anys, aquesta vegada, en la mateixa granja on estava Marv en la segona història. Hartigan s'escapoleix i aconsegueix seguir-los. Rescata a Nancy i mata al fill del senador després d'arrencar-li amb les seves pròpies mans peni i testicles i destrossar-li el seu rostre. Finalment Hartigan li va dir a Nancy que en aquesta granja hi hauria proves suficients per empresonar al senador Roark. Nancy es va anar, però el que li va dir Hartigan era mentida: el sabia que cap jutge s'atreviria si més no a prendre una causa contra el poderós Roark. Inevitablement, ho capturarien de nou, i tornarien a amenaçar a Nancy per torturar-ho. Va decidir llavors fer l'única cosa que li quedava per fer per protegir a Nancy, l'única persona que quedava al món a qui estimava: pren el seu regirar, i se suïcida.

### Epíleg:Història de tancament
Becky, després de ser ferida en La gran massacre i haver traït a les seves companyes prostitutes, acaba a l'hospital del qual surt només amb el seu braç enguixat. Va caminant fins a un ascensor mentre parla per telèfon amb la seva mare. Un doctor dins de l'ascensor li ofereix cigars a Becky, descobrint-se que és el mateix tipus vist al principi del film. Al seu torn, una veu en off diu: Pren la cantonada correcta a Sin City i trobaràs el que sigui. Becky, amb cara d'espant, li penja a la seva mare després de dir-li que li vol i la pel·lícula acaba sense revelar-nos si viu o mor.

## Repartiment
- Jessica Alba com a Nancy Callahan
- Devon Aoki com a Miho
- Alexis Bledel com a Becky
- Powers Boothe com a Senador Roark
- Jude Ciccolella com a Liebowitz
- Michael Clarke Duncan com a Manute
- Rosario Dawson com a Gail
- Benicio del Toro com a Detectiu Tinent Jack "Jackie Boy" Rafferty
- Jason Douglas com a Hitman
- Tommy Flanagan com a Brian
- Rick Gomez com a Klump
- Carla Gugino com a Lucille
- Josh Hartnett com a El venedor, conegut en el guió com a "The Man"
- Rutger Hauer com a Cardinal Patrick Henry Roark
- Nicky Katt com a Stuka
- Jaime King com a Goldie/Wendy
- Michael Madsen com a Bob
- Frank Miller com a Priest
- Brittany Murphy com a Shellie
- Nick Offerman com a Schlubb
- Clive Owen com a Dwight McCarthy
- Mickey Rourke com a Marv
- Marley Shelton com a The Customer
- Nick Stahl com a Roark Junior/Yellow Bastard
- Makenzie Vega com a jove Nancy Callahan
- Patricia Vonne com a Dallas
- Bruce Willis com a Detectiu John Hartigan
- Elijah Wood com a Kevin

## Premis i nominacions

### Nominacions
- 2005. Palma d'Or